# 八百桥镇
八百桥镇是中国江苏省南京市六合区下辖的一个镇。

## 行政区划
八百桥镇下辖以下行政区：
青龙桥社区、新光社区、塘桥社区、长山居委会、铁牛居委会、金牛山居委会、金牛湖居委会、马头山村、双塔村、金山村、峨嵋山村、茉莉花村、万山村、铁石岗村、樊集村、周徐村、和仁村